# Katastrofa lotu Dynamic Airways 405
Wypadek lotu Dynamic Airways 405 – pożar samolotu Boeing 767-200 29 października 2015 roku amerykańskich linii Dynamic Airways na drodze kołowania portu lotniczego Fort Lauderdale-Hollywood.
Tuż przed startem samolot eksplodował i stanął w płomieniach. Ewakuacja była bardzo udana. Wszystkie 101 osób, znajdujących się na pokładzie maszyny, przeżyło, lecz 22 zostały ranne. 7 minut później doszło do kolejnej, większej eksplozji. Samolot został na tyle zniszczony, że ten incydent uważany jest za wypadek lotniczy. Przyczyna eksplozji samolotu jest nieznana.